# Saxifraga cochlearis
Saxifraga cochlearis là một loài thực vật có hoa trong họ Saxifragaceae. Loài này được Rchb. miêu tả khoa học đầu tiên năm 1832.